# Inge Langen
Inge Langen, née le 21 mai 1924 à Düsseldorf (Allemagne) et morte le 23 novembre 2007 en Suisse, est une actrice allemande.

## Filmographie

### Cinéma
- 1956 : Vor Sonnenuntergang de Gottfried Reinhardt : Paula Clausen
- 1961 : Man nennt es Amore de Rolf Thiele : Elise
- 1961 : Le Dernier convoi de Jürgen Roland et Herbert Viktor : Helga Burghardt
- 1963 : L'Énigme du serpent noir d'Alfred Vohrer : Millie Trent
- 1968 : Der Gorilla von Soho de Alfred Vohrer : Mère supérieure / Oberin
- 1968 : Bengelchen liebt kreuz und quer de Marran Gosov : Claudia
- 1971 : L'Amour n'est qu'un mot (en) de Alfred Vohrer : Olivers Mutter

### Télévision

#### Téléfilm
- 1953 : Schule für Eheglück de Hanspeter Rieschel : Marise
- 1955 : Der Korporal aus Java de Hans Neumann : Theodora
- 1958 : Viel Lärm um nichts de Ludwig Berger
- 1958 : Das Lächeln der Gioconda de Michael Kehlmann : Janet Spence
- 1959 : Die Troerinnen des Euripides de Paul Verhoeven : Kassandra
- 1959 : Ein Traumspiel de Wilhelm Semmelroth : Die Tochter
- 1960 : Das Land der Verheißung d'Otto Kurth : Norah Marsh
- 1960 : Fährten de Michael Kehlmann : Mme Pless
- 1961 : 100 000 Dollar Belohnung de Heinz Wilhelm Schwarz : Susanne "Sissi" Henderson
- 1961 : Die kahle Sängerin de Sylvain Dhomme : Mrs Smith
- 1963 : Das Leben ein Traum d'Ulrich Erfurth : Estrella
- 1964 : Die Truhe de Paul May : Anne Benson
- 1964 : Die Zofen de Thomas Engel : Solange
- 1965 : Jennifer...? de Korbinian Köberle : Chiara Nicoletti
- 1967 : Der Trinker de Dietrich Haugk : Magda
- 1968 : Iphigenie auf Tauris de Hans Hartleb : Iphigenie
- 1968 : Die Aufgabe de Karl-Heinz Bieber : Miss Winter
- 1968 : Nur ein Cello de Walter Kausch : Celia Pilgrim
- 1970 : Zurück, wo ich begann de Stephan Rinser : Mollie
- 1970 : Mord im Pfarrhaus de Hans Quest : Miss Marple
- 1971 : Das Herz aller Dinge de Oswald Döpke : Louise Scobie
- 1972 : Das Geheimnis der alten Mamsell de Herbert Ballmann : Brigitte Hellwig
- 1972 : Frohe Ostern de Oswald Döpke : Frau Feuz

#### Série télévisée
- 1957 : Monsieur Lamberthier : Germaine
- 1968 : Les Cavaliers de la route : Mme Plaschke (1 épisode)
- 1971 : Hamburg Transit : Mme Westphal (1 épisode)
- 1971 : Der Kurier der Kaiserin : Margarete (1 épisode)
- 1974 : Dalli Dalli (1 épisode)
- 1969-1974 : Der Kommissar : Divers rôles (3 épisodes)
- 1975 : Mordkommission : Mme Wirsing (1 épisode)